# Hugo Simas
Hugo Gutierrez Simas (Paranaguá, 23 de outubro de 1883 – Rio de Janeiro, 27 de outubro de 1941) foi um jurista brasileiro, destacado especialista em Direito Marítimo. Além da advocacia, exerceu as funções de promotor do Ministério Público do Estado do Paraná e desembargador do Tribunal de Justiça do Paraná.

## Biografia
Filho do farmacêutico Fernando Simas, deputado na Assembleia Constituinte que culminou na Constituição Federal de 1891, e de Helena Gutierrez, Hugo Simas passou sua infância em Paranaguá, onde se formou no primário. Em seguida, se mudou para o Rio de Janeiro, onde, como seu pai antes, se formou em Farmácia pela Academia de Medicina do Rio de Janeiro, aos 22 anos. Exerceu brevemente a profissão, vindo logo a formar-se em 1908 em Direito pela Faculdade de Ciências Jurídicas e Sociais do Rio de Janeiro, uma das precurssoras da atual Faculdade Nacional de Direito, da Universidade Federal do Rio de Janeiro.
Uma vez formado, retornou ao Paraná, assumindo como promotor do Ministério Público do Paraná sucessivamente nos municípios de Antonina, Palmeira e Rio Negro. Em 1912, auxiliou na fundação da Universidade do Paraná, uma das razões pelas quais mais tarde viria a ser homenageado pelos estudantes de Direito da instituição com a adoção de seu nome para o centro acadêmico. Atuou na universidade como professor de Direito Constitucional e Economia Política.
No ano de 1921 mudou-se novamente para o Rio de Janeiro, onde permaneceu alguns anos, exercendo o cargo de consultor jurídico do Lloyd Brasileiro, ao mesmo tempo em que mantinha escritório de advocacia próprio. Ali permaneceu até 1932, quando o interventor do Paraná, Manuel Ribas, lhe ofereceu o posto de Procurador-Geral do Ministério Público do Paraná, função que aceitou.
Pouco tempo ficou no cargo, visto que apenas dez meses mais tarde foi nomeado desembargador do Tribunal de Justiça do Paraná, atribuição que exerceu até pouco antes de seu falecimento, quando se afastou para tratar da saúde no Rio de Janeiro. Sua passagem pelo Judiciário paranaense também não passou despercebida, carregando a biblioteca do tribunal seu nome em sua memória.
Nessa sua segunda volta ao Paraná, exerceu novamente a docência na Universidade do Paraná, que ajudara a fundar anos antes, estando encarregado das cadeiras de Direito Internacional e Direito Comercial, além da de Direito Constitucional, que já ocupara anteriormente.
Faleceu no Rio de Janeiro, deixando a esposa Branca Guimarães Simas e duas filhas.